# نواف جبر الحمود
نواف جبر الحمود (1922- 15 مايو 2012) قائد عسكري أردني، يعتبر أحد أبرز الضباط ومن أوائل من التحق بالجيش الأردني، اشتهر بكونه قائد لأول قوة عسكرية عربية تدخل فلسطين وتقوم بأول اشتباك مع القوات الإسرائيلية بعد انسحاب القوات البريطانية من فلسطين.

## حياته

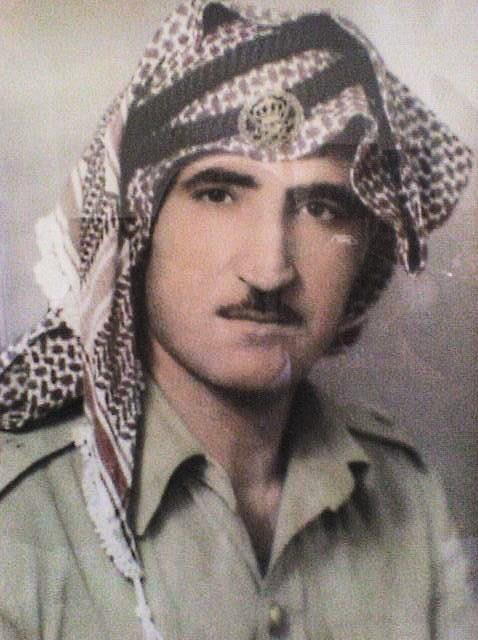
القائد نواف

ولد نواف في بلدة إيدون القريبة من مدينة إربد، وكان ولادته سنة 1922، أي بعد عام واحد من تأسيس إمارة شرق الأردن، وهو ينتسب لعشيرة الخصاونة إحدى كبرى العشائر في إيدون ومحيطها، نشأ نواف في بيت عرف بالزعامة والنفوذ العشائري، فجده محمد الحمود كان شيخ مشايخ ناحية بني عبيد، وكان صاحب سلطة عشائرية وحظي بمحبة وتقدير في منطقته وسائر أرجاء الأردن.
لعب جده دوراً بارزاً خلال فترة أفول الدولة العثمانية، التي خلفت ضعف البلاد وتخلفها، وقد عانى الناس فيها الفقر وضيق الحال، وندرة المدارس ومؤسسات الرعاية والتنمية، وكان الشيخ محمد الحمود قومياً ساند الحكومة العربية في دمشق، وبعد سقوطها وخروج الملك فيصل منها مضطراً، كان الشيخ الحمود أحد أعضاء حكومة إربد المحلية، التي أسسها علي خلقي الشرايري، لملء الفراغ الإداري الذي عانت منه البلاد بعد سقوط الحكومة العربية في دمشق، وهي الحكومات المحلية التي مهدت الطريق لقدوم الأمير عبد الله بن الحسين وإعلان تأسيس إمارة شرق الأردن عام 1921.
تأثر نواف بالمشاعر الوطنية والقومية التي سادت في تلك الفترة، حيث كان بيت جده ووالده مركزاً لكثير من الحراك السياسي والاجتماعي، التحق بالمدرسة الابتدائية، وربما يكون قد تلقى تعليماً أولياً في الكتّاب، وكان طالباً مجتهداً ومميزاً وإن لم تتح له الفرصة للذهاب بعيداً في تلقي العلم، فلم تكن المدارس الثانوية متوفرة إلا في السلط في تلك الفترة، مما أجهض حلمه في إكمال دراسته.
كان الجيش العربي الأردني حديث التأسيس يسعى إلى استقطاب الشباب الأردني، لذا التحق نواف بالقوات المسلحة الأردنية عام 1940، ويعد من أوائل المنتسبين للجيش رغم أنه أنشئ بُعيد تأسيس الإمارة لكنه كان يضم أعداداً قليلة، وكان رقمه العسكري ( 270 ) وعرف منذ خطواته الأولى في الجيش بانضباطيته العالية وحرفيته، ولكونه قد تلقى تعليماً جيداً في تلك الفترة، فقد ساعده ذلك في التميز والتقدم السريع في الرتب العسكرية، فقد كان مميزاً في دوراته التدريبية ومهيأ لتولي المهام الكبرى.
بعد خروج القوات البريطانية من فلسطين، كان نواف على رأس أول قوة عسكرية عربية تدخل أرض فلسطين وتقوم بأول اشتباك مع القوات الإسرائيلية، وكانت أول معركة خاضها مع قواته ضد اليهود هي معركة كفار عصيون، والتي خاضتها القوة الأردنية بشراسة وشجاعة حتى وصل الأمر إلى القتال بالسلاح الأبيض بعد أن نفدت ذخيرتهم، وقد فتح هذا النصر الطريق للقوات الأردنية للانتقال إلى القدس، للدفاع عنها ضد القوات اليهودية التي حشدت لاحتلالها أفضل قواتها وأكبرها عدداً وأحدثها عدة.
عندما عانى الجيش المصري من حصار القوات الإسرائيلية له في الخليل، وأرسل مستنجداً بالجيش الأردني، قاد نواف سريتي مشاة وسرية مدرعات وتوجه إلى الخليل، وبعد معركة حامية تمكن من فك الحصار عن الجيش المصري، مما رفع المعنويات وشحذ النفوس بالهمة والحماس، وقد أصيب نواف بعدة إصابات وتلقى جسده إصابات عديدة في كل معركة خاضها. عاد مع جنوده إلى القدس، التي كانت تشهد أقوى المعارك وأشرسها، وكان من أبرز أبطال معركة باب الواد، وهي المعركة التي حدثت بعد معركة اللطرون بأسبوع واحد، وحقق فيها الجيش الأردني انتصاراً حاسماً، وتمكن من إلحاق هزيمة جديدة نتج عنها تحرير القدس، وقد اعترف قادة إسرائيل بالحجم الكبير للخسائر البشرية والمادية في معركتي اللطرون وباب الواد.
وبعد أن وضعت الحرب أوزارها، وتمكن الجيش العربي من حماية الضفة الغربية والقدس الشرقية من أن تقع تحت الاحتلال الإسرائيلي، وبقي الجيش الأردني على خطوط النار مع العدو يدافع عن الأرض الفلسطينية في الضفة الغربية، التي أصبحت جزءاً من المملكة الأردنية الهاشمية.
في 20 تموز 1951 أُغتيل الملك المؤسس عبد الله الأول بن الحسين على عتبات المسجد الأقصى، على إثر ذلك نُحّي القائد عبد الله التل من منصبة ليحل مكانه نواف كحاكم عسكري وقائداً للحرس الوطني في الضفة الغربية وهو ما جعله يتولى مسؤولية كبيرة في جزء كبير من الوطن، المتمثل بالضفة الغربية في ظروف بالغة الدقة والحساسية، وكان مثالاً للقائد العسكري والحاكم الإداري الفذ، وقد حظي بمحبة وشعبية كبيرتين في الضفة الغربية، فما زال الأهالي هناك يتذكرونه بالخير ويعددون بطولاته ويشدون بشجاعته.
بقي في منصبه حاكماً عسكرياً وقائداً للحرس الوطني في الضفة الغربية، حتى أحيل على التقاعد عام 1959، تاركاً سجلاً عسكرياً حافلاً بالبطولات والانتصارات، منح خلال مسيرته العسكرية المميزة عدداً من الأوسمة والميداليات منها وسام الشجاعة من الدرجة الأولى، ونال عدداً من الترقيات الميدانية.

## وفاته
توفي في 15 مايو عام 2012 وهو اليوم الذي يصادف مرور 64 عاما على ذكرى النكبة ووري الثرى في بلدة إيدون في موكب مهيب شارك فيه عدد كبير من رجالات الدولة والشيوخ والوجهاء.